# Beleno
Beleno ou Belenos (em latim: Belenus), na mitologia celta, foi uma divindade cultuada na Gália, Britânia e nas áreas célticas da Áustria e Ibéria. Foi o deus do Sol celta e tinha templos em Aquileia do Adriático a Kirkby Lonsdale na Inglaterra.
A etimologia do nome é obscura. Sugestões incluem "brilhante único," "o único luminoso" e deus "henbane".
Ele pode ser a mesma deidade que Belatu-Cadros.[carece de fontes?] No período do Império Romano era identificado com Apolo. Existem correntemente 51 inscrições conhecidas dedicadas a Beleno, concentradas principalmente na Aquileia e na Gália Cisalpina, mas também se estendem à Gália Narbonense, a Nórica e mais além. Imagens de Beleno às vezes o mostram estando acompanhado de uma fêmea, imaginada como a deidade gaulesa Belisama.
Na Gália e Britânia antiga, Apolo pode ter se igualado a quinze ou mais diferentes nomes célticos e epítetos (notavelmente Grano, Borvo, Mapono, Moritasgo e outros).

## Outras identificações propostas
A deidade ancestral galesa Beli Mawr pode ser derivada de Beleno, embora seu personagem e atributos sejam diferentes. O festival irlandês de Beltaine também pode estar conectado, ou pode derivar da mesma raiz celta, *bel-, "brilhante".[carece de fontes?]
A figura mítica irlandesa Bile ("árvore sagrada") está às vezes ligada a Beleno.
O rei lendário Belinus na História dos Reis da Britânia de Geoffrey of Monmouth é provavelmente também derivado deste deus. O nome do antigo rei britânico Cunobelino significa "cão de caça de Beleno".

## Variante de nomes
- Belanu, entre os Ligurianos
- Belanos
- Belemnus
- Belenos
- Belenus
- Beli
- Belinos
- Belinu
- Belinus
- Bellinus
- Belus

## Asterix
Invocações freqüentes são feitas deste nome por personagens gauleses na história em quadrinhos Asterix de Goscinny e Uderzo. Asterix e o profeta começa com uma piada sobre o vasto número de pessoas no panteão gaulês que são diariamente invocadas. Veja também Toutatis.